# Contea di Greene (Tennessee)
La contea di Greene (in inglese Greene County) è una contea dello Stato del Tennessee, negli Stati Uniti. La popolazione, al censimento del 2000, era di 62 909 abitanti. Il capoluogo di contea è Greeneville.
Sia la contea che la sua capitale devono il nome al generale della guerra d'indipendenza americana, Nathanael Greene.